# Petersdorf II
Petersdorf II è una frazione di 877 abitanti del comune austriaco di Sankt Marein bei Graz, nel distretto di Graz-Umgebung (Stiria). Già comune autonomo appartenente al distretto di Südoststeiermark (e in precedenza a quello di Feldbach), il 1º gennaio 2015 è stato aggregato a Sankt Marein bei Graz assieme all'altro ex comune di Krumegg.